# These Charming People
These Charming People é um filme de comédia britânico de 1931, dirigido por Louis Mercanton, com roteiro baseado em peça teatral de Michael Arlen.